# Milada Skrbková
Milada Skrbková-Žemlová (Praga, 30 maggio 1897 – Praga, 2 ottobre 1935) è stata una tennista ceca.

## Biografia
Vinse la medaglia di bronzo al doppio misto ai Giochi della VII Olimpiade insieme al connazionale Ladislav Žemla, perdendo in semifinale contro la coppia britannica composta da Kathleen McKane e Max Woosnam, dopo un primo set combattuto terminato 9-7 e il secondo 6-3, a loro poi andarono le medaglie d'argento, mentre l'oro fu dei francesi.
Riuscirono a conquistare il bronzo vincendo i danesi Amory Hansen e Erik Tegner con 8-6, 6-4.